# Вірджинвілл (Пенсільванія)
Вірджинвілл (англ. Virginville) — переписна місцевість (CDP) в США, в окрузі Беркс штату Пенсільванія. Населення — 334 особи (2020).

## Географія
Вірджинвілл розташований за координатами 40°31′0″ пн. ш. 75°51′32″ зх. д. / 40.51667° пн. ш. 75.85889° зх. д. (40.516597, -75.858798).  За даними Бюро перепису населення США в 2010 році переписна місцевість мала площу 2,95 км², з яких 2,94 км² — суходіл та 0,01 км² — водойми.

## Демографія
Згідно з переписом 2010 року, у переписній місцевості мешкало 309 осіб у 132 домогосподарствах у складі 101 родини. Густота населення становила 105 осіб/км².  Було 142 помешкання (48/км²).
Расовий склад населення:
| - 98,7 % — білих - 0,3 % — чорних або афроамериканців |

До двох чи більше рас належало 1,0 %. Частка іспаномовних становила 1,3 % від усіх жителів.
За віковим діапазоном населення розподілялося таким чином: 16,2 % — особи молодші 18 років, 67,3 % — особи у віці 18—64 років, 16,5 % — особи у віці 65 років та старші. Медіана віку мешканця становила 48,3 року. На 100 осіб жіночої статі у переписній місцевості припадало 106,0 чоловіків;  на 100 жінок у віці від 18 років та старших — 108,9 чоловіків також старших 18 років.
Середній дохід на одне домашнє господарство  становив 67 561 долар США (медіана — 77 500), а середній дохід на одну сім'ю — 74 188 доларів (медіана — 80 306). За межею бідності перебувало 6,1 % осіб, у тому числі 15,1 % дітей у віці до 18 років та 0,0 % осіб у віці 65 років та старших.
Цивільне працевлаштоване населення становило 156 осіб. Основні галузі зайнятості: науковці, спеціалісти, менеджери — 25,6 %, виробництво — 25,0 %, оптова торгівля — 12,8 %, освіта, охорона здоров'я та соціальна допомога — 11,5 %.